# Монтельпаро
Монтельпаро (італ. Montelparo) — муніципалітет в Італії, у регіоні Марке,  провінція Фермо.
Монтельпаро розташоване на відстані близько 155 км на північний схід від Рима, 70 км на південь від Анкони, 23 км на південний захід від Фермо.
Населення — 794 особи (2014).

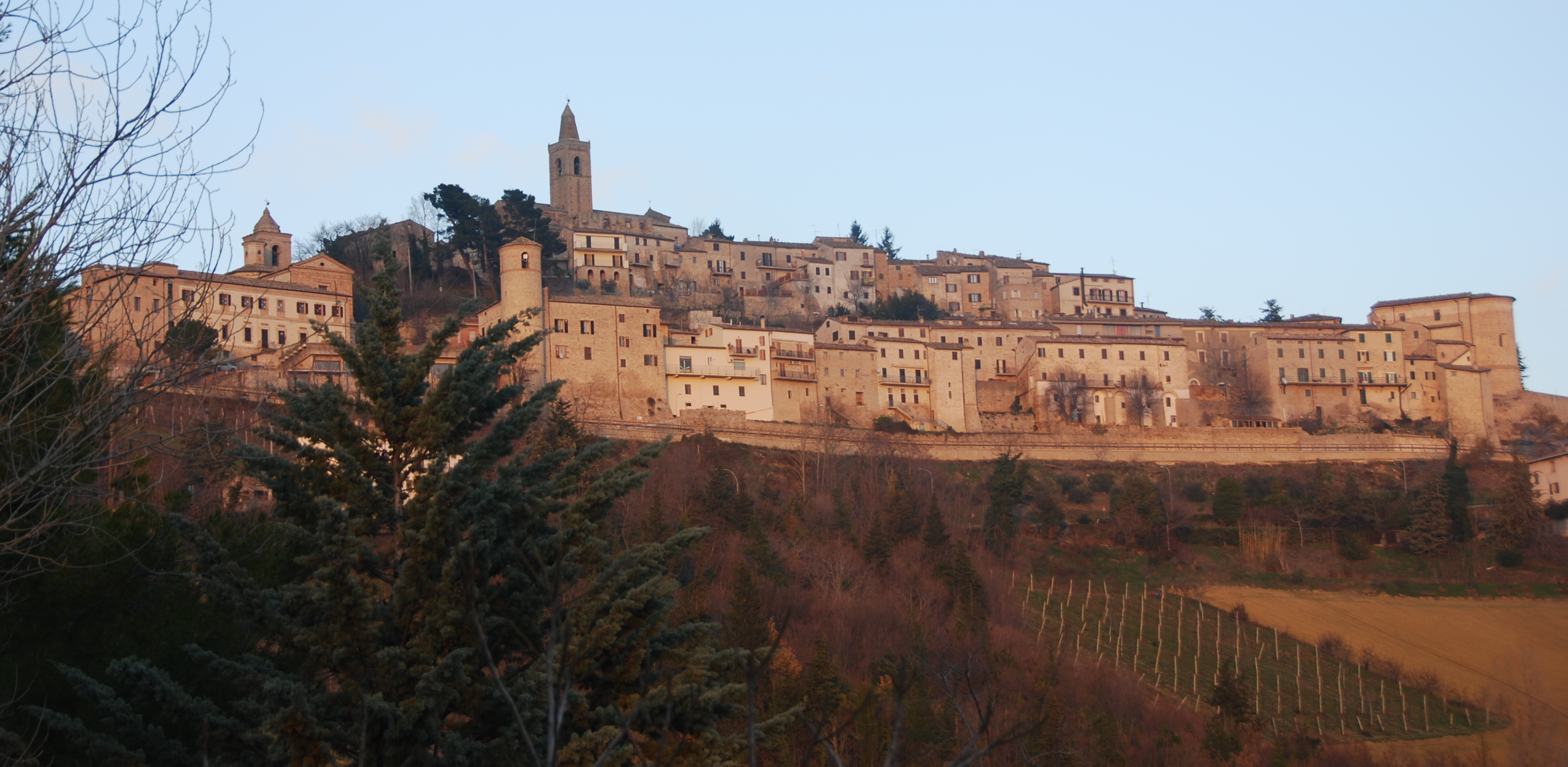

Щорічний фестиваль відбувається 8 травня. Покровитель — святий Архангел Михаїл.

## Демографія
Населення за роками:

Станом на 1 січня 2023 року в муніципалітеті офіційно проживало 65 іноземців з 27 країн, серед них 27 громадян країн Євросоюзу та 2 громадяни України.

## Сусідні муніципалітети
- Форче
- Монсамп'єтро-Морико
- Монтальто-делле-Марке
- Монте-Ринальдо
- Монтедінове
- Монтелеоне-ді-Фермо
- Ротелла
- Санта-Вітторія-ін-Матенано